# Belgien i olympiska sommarspelen 1900
Belgien deltog med 78 deltagare vid de olympiska sommarspelen 1900 i Paris. Totalt vann de sjutton medaljer och slutade på femte plats i medaljligan. Detta var första gången som deltagare från Belgien deltog i de olympiska spelen.

## Medaljer

### Guld
- Emmanuel Foulon - Bågskytte, Sur la Perche à la Herse
- Hubert Van Innis - Bågskytte, Au Cordon Doré 33 m
- Hubert Van Innis - Bågskytte, Au Chapelet 33 m
- Aimé Haegeman - Ridsport, hoppning
- Constant van Langhendonck - Ridsport, längdhoppning

### Silver
- Emile Druart - Bågskytte, Sur la Perche à la Herse
- Hubert Van Innis - Bågskytte, Au Cordon Doré 50 m
- Georges van der Poële - Ridsport, hoppning
- Jules de Bisschop, Prospère Bruggeman, Oscar de Somville, Oscar de Cock, Maurice Hemelsoet, Marcel van Crombrugge, Frank Odberg, Maurice Verdonck och Alfred van Landeghem - Rodd, åtta med styrman
- Jean de Backer, Victor de Behr, Henri Cohen, Fernand Feyaerts, Oscar Grégoire, Albert Michant och Victor Sonnemans - Vattenpolo

### Brons
- Louis Glineux - Bågskytte, Sur la Perche à la Pyramide
- Albert Delbecque, Hendrik van Heuckelum, Raul Kelecom, Marcel Leboutte, Lucien Londot, Ernest Moreau de Melen, Eugène Neefs, Georges Pelgrims, Alphonse Renier, Émile Spannoghe, Eric Thornton, Camille Van Hoorden - Fotboll
- Georges van der Poële - Ridsport, höjdhoppning
- Paul van Asbroeck - Skytte, 300 m frigevär tre positioner
- Charles Paumier - Skytte, 300 m frigevär stående